# Antun Radić
Antun Radić (Desno Trebarjevo kod Siska, 11. jun 1868 — Zagreb, 10. februar 1919) bio je hrvatski naučnik, književnik, prevodilac, publicista, sociolog, etnograf i političar. Utemeljivač je hrvatske etnografije.

## Biografija
Rođen je u selu Desnom Trebarjevu kod Siska 1868. godine. Završivši pučku školu u Martinskoj Vesi kod Siska odlazi u Zagreb gdje nastavlja školovanje u gornjogradskoj gimnaziji, zatim je studirao slavistiku i klasičnu filologiju u Zagrebu i Beču. Doktorirao je u Zagrebu 1892. godine s temom O nekim eshatološkijem motivima u hrvatskoj književnosti. Od 1893. godine je u školskoj službi i službovao je u Osijeku, Požegi, Varaždinu i Zagrebu. Nakon izbora za Sabor 1897. godine, na zahtjev bana Khuena, otpušten je iz službe jer nije htio glasati za vladinog kandidata. Od 1897. do 1901. godine urednikom je Zbornika za narodni život i običaje Južnih Slavena. Od 1901. pa do 1909. godine radi kao sekretar u Matici hrvatskoj te je jedan od osnivača i uređivača Matičina časopisa Glasa Matice hrvatske. Dugo je uređivao i list Dom (kojeg je osnovao 1899. godine) kojim znatno utiče na kulturni i nacionalno-politički razvoj hrvatskog sela.
Godine 1917. ponovno se zapošljava kao profesor na zagrebačkoj gornjogradskoj gimnaziji gdje ostaje sve do svoje smrti 10. februara 1919. godine. Nakom smrti Antuna Radića vlasti u novouspostavljenoj državi Kraljevini SHS nisu odobrile penziju Radićevoj udovici Vilmi pa je ona ostala bez sredstava za život, a kada je dobila sudski nalog da napusti stan zbog neplaćanja stanarine otišla je 6. jula 1919. godine na grob svog supruga Ante i tamo popila otrov. U to vrijeme su od vlasti bili progonjeni i zatvoreni mnogi vođe HPSS-a (Stjepan Radić bio je zatvoren, bez suđenja, 339 dana, Vladko Maček i Ljudevit Kežman držani su u zatvoru devet mjeseci, Ivan Pernar tri mjeseca a Josip Predavec dva mjeseca) te se mislilo da je Vilma Radić počinila samoubistvo u znak protesta protiv progona stranke njenog pokojnog supruga.
Sahranjen je na zagrebačkom groblju Mirogoju.

### Naučni rad
Svojim etnološkim istraživanjima uticao je na političko djelovanje brata Stjepana. Antun Radić isticao je povezanost nacionalnog oslobođenja sa socijalnim, upozoravajući da se samim uklanjanjem tuđinskog nacionalnog tlačenja ne postiže potpuna narodna sloboda. Svoje poglede iznosi s velikom privrženošću hrvatskom narodu, kojima ide u red najistaknutijih hrvatskih intelektualaca. Pored etnologije, u naučnom se radu bavio i književnoistorijskim temama te je takođe prevodio djela ruske književnosti.

### Političko djelovanje
S mlađim bratom Stjepanom 1904. godine osnovao je Hrvatsku pučku seljačku stranku (HPSS) te je učestvovao u izradi programa stranke. Godine 1910. izabran je u Hrvatski sabor u kojem se aktivno zalagao za reformu lokalne uprave i školstva.

### Stavovi
Pišući o Srbiji, zapisao je da svemu zlu svom nisu ni sami Srblji krivi, nego sve njetko oko njih ruje i kopa, samo da tamo ne bude reda, mira i napretka. O hajducima je zapisao da su zadali Turcima dosta jada i da su oni najvećom većinom bili Srbi. Srbi su mu tada (1900.) imali dvije svoje države i dva vladara, Srbiju i Crnu Goru. Srpska pravoslavna sveta obitelj Krušedol mu je u Donjoj Hrvatskoj i u hrvatskoj zemlji, a Banja Luka u bosanskoj Hrvatskoj. Hrvatski gradovi su mu bili, pored današnjih gradova u Republici Hrvatskoj i: Ljubljana, Sremski Karlovci, Zemun, Sremska Mitrovica, Ruma, Bihać, Jajce, Banja Luka, Sarajevo, Zenica, Doboj, Šamac, Višegrad, Zvornik, Bijeljina, Travnik, Tuzla, Mostar, Trebinje, Kotor... Zemun mu je na hrvatskoj granici. Podržavao je (1903.) stvaranje Hrvatske pravoslavne crkve, koja je nakon manje od četiri decenije stvorena u NDH. U listu Dom od 3. decembra 1903. je zapisao da prije 300-400 godina oko Zagreba, Križevaca, Siska, Požege... nije bilo nijednog Hrvata. Oni su bili preko Velebita, bliže moru, a oko Zagreba, pa na zapad do Ljubljane i nizvodno uz Savu su bili Slovenci ili Slovinci. Kada je hrvatska država preko Velebita propala, preselili su se hrvatski bani među Slovence, u Zagreb, ali su se i dalje zvali hrvatski bani. I tako su Slovenci imali hrvatskog bana, ali zbog sličnog govora nisu ga smatrali tuđim. Vremenom su ljudi izgubili svoje ime i Slovenci na tom prostoru su se počeli zvati Hrvatima. Pisao je i o hrvatizaciji Slavonije. U Domu od 10. novembra 1904. navodi tekst u kojem je navedeno da je neko npr. u Vinkovce došao još prije 20 godina i da je rekao da je Hrvat i da su ti ljudi Hrvati, bio bi sretan ako bi mu se sav svijet smijao, jer bi lako dobio i batine. To su bili Raci i Šokci, a Hrvatama nije bilo ni traga. Ali već tada su gospoda po Slavoniji, a bilo je već i takvih seljaka, govorili da su Hrvati. U tekstu se konstatuje da je od te nesvjesne mase, Stranka prava Ante Starčevića, stvorila Hrvate. 1904. godine spominje Srbe katolike pri moru: Na jugu, osobito pri moru oko Dubrovnika i Kotora ima dosta Srbalja katolika. Što više u samom Dubrovniku i okolini ima, čujem šest rimskih popova, koji kažu da su Srblji. Pišući o Matiji Antunu Reljkoviću djelomično je citirao Satir, da se vidi kako je Reljković pisao o svojim Slavonicima. Nakon dijela O Slavonče, ti se vrlo varaš, Koji god mi tako odgovoaraš..., naveo je tri tačke i izostavio ostatak citata koji glasi: Naši stari jesu knjigu znali, serbski štili, a serbski pisali.

## Literatura
- Zvonimir Kulundžić, Ante Radić i klerikalci, Zagreb, 1951.

## Spoljašnje veze
- Boban, Branka, Rezultati dosadašnjih istraživanja o Antunu i Stjepanu Radiću // Radovi Zavoda za hrvatsku povijest, sv. 27, br. 1. (1994). стр. 255-270.
- Čapo Žmegač, Jasna, Antun Radić i suvremena etnološka istraživanja // Narodna umjetnost: hrvatski časopis za etnologiju i folkloristiku, sv. 34, br. 2. (1997). стр. 9-32.